# The Undertaker
Mark William Calaway (n. 24 martie 1965 în Houston, Texas) este un legendar wrestler profesionist retras, cunoscut sub numele de The Undertaker (termen care tradus în limba română înseamnă „gropar”).
Undertaker deține un record unic în istoria wrestlingului, fiind aproape neînvins în meciurile disputate la Wrestlemania (25-2). A deținut titlul de campion mondial de șapte ori (din care 4 titlul mondial WWF/E și de 3 ori titlul mondial la categoria grea).
Calaway s-a alăturat WWE în 1990, fiind unul din cei mai longevivi wrestleri care au activat în această companie.

## Viața personală
Mark Calaway este cel mai mic dintre cei cinci copii ai lui Frank Calaway și Catherine.S-a căsătorit cu Jodi Lynn,în 1989,care i-a născut un fiu în 1993.Mark s-a întâlnit cu a doua sa soție,Sara,în timpul semnării unui autograf în San Diego,California și s-a căsătorit în St.Petersburg, Florida, la 21 iulie 2000, au avut două fiice împreună: Chassey, născută în 2002, și Gracie, născută în 2005.
La începutul anului 2008, Sara Calaway a anunțat într-un interviu că s-a despărțit de Mark. După separarea lor, el a început o aventură cu Michelle McCool, cu care s-a căsătorit pe 26 iunie 2010, în Houston,Texas.
El a absolvit Școala Waltrip High School în 1983,unde a fost membru al echipei de baschet.Calaway a participat la Colegiul Angelina în Lufkin,Texas, școală unde intenționa să continue ca profesionist, dar o accidentare la genunchi l-a obligat să renunțe la sport și să anuleze planurile de a juca la un european.

## Cariera sportivă

### Debutul - anii 1990-1994
Undertaker alături de managerul Brother Love, la debutul în WWE. La debutul în WWE Calaway pe data de 22 noiembrie 1990 în cadrul evenimentului pay-per-view Survivor Series a câștigat numai în 30 de secunde fiind partenerul misterios anunțat de "Million Dollar Man" Ted DiBiase pentru echipa sa. Gimmick-ul "The Undertaker" sub care a apărut Mark Calaway a fost modelat după cel al unui gropar din filmele western vechi. Personajul se presupunea că este insensibil la durere și că poseda puteri supranaturale cum ar fi teleportarea, controlul flăcărilor și al fulgerelor. Inițial a fost numit și "Kane the Undertaker", dar până la urmă "Kane" a fost înlăturat din denumire și a devenit peste câțiva ani numele presupusului său frate vitreg. Tot acum, locul vechiului manager Brother Love este luat de Paul Bearer. Debutul lui în WWF a fost de așa mari proporții, încât WWF-ul îl primea cu covorul roșu pe "The Undertaker", acesta numai la 2 săptămâni după debut câștigă centura mondială World heaveweight împreună cu alte 4 centuri: Centura Intercontinentală, Centura Statelor Unite ale Americii, Centura Regională și Centura Europeană.
În 1991 popularitatea lui "Undertaker" a crescut rapid. Și-a făcut debutul la WrestleMania VII, învingându-l pe legendarul "Superfly" Jimmy Snuka. După un an în care nu a pierdut niciun meci și feude importante cu Ultimate Warrior și Hulk Hogan, îl învinge pe Hogan la Survivor Series 1991 și câștigă primul său titlu de Campion WWF pe care îl deține 6 ani. În perioada decembrie 1984 - septembrie 1996, Undertaker nu a pierdut nici un meci. La începutul anului 1992, a avut un feud cu aliatul său de până atunci, Jake Roberts. După ce Roberts a pierdut un meci în fața lui Randy Savage, a plănuit să-l atace pe Savage și pe soția-manager a acestuia Miss Elizabeth cu un scaun. Undertaker a intervenit și l-a reținut pe Roberts, devenind cu această ocazie face. L-a învins pe Roberts la WrestleMania VIII apărându-și centura WWE. În perioada 1992-1993, a avut numeroase feude cu wrestleri impresariați de Harvey Whippleman, cele mai importante fiind cele cu Kamala și Giant Gonzales, pe care l-a învins prin pinfall la WrestleMania IX și prin submission la SummerSlam 1993. În ianuarie 1994 a fost provocat de Yokozuna și a disputat în compania acestuia două dintre cele mai celebre Casket Matches din istoria WWF la Royal Rumble 1994 și Survivor Series 1994, Taker câștigându-le pe amândouă. În 1994 a avut o pauză profesională, întreruperea fiind datorată unei probleme de sănătate, wrestlerul având probleme cu spatele care necesitau tratament. Deoarece n-a stat mult timp în afara competițiilor (6 zile) n-a pierdut titlul WWE. O "clonă" a lui Undertaker a apărut după WrestleMania X, clona interpretată de Brian Lee și condusă de Ted DiBiase. Apariția dublurii a determinat "învierea" adevăratului Undertaker și înfrângerea clonei într-o luptă epică desfășurată la SummerSlam 1994 (cel mai tare meci din istoria wrestlingului cunoscut chiar și până astăzi).

### Anii 1995-1996

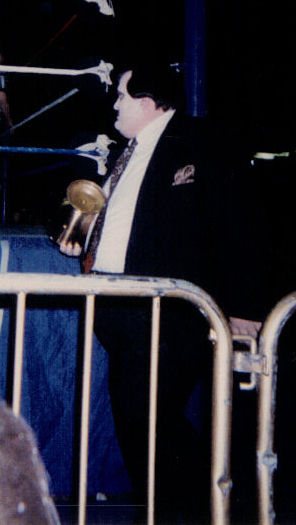
a fost managerul lui The Undertaker la începutul carierei sale. Urna - prezentă în poza de mai sus - reprezenta sursa puterii lui Undertaker.

Undertaker și masca purtată după perioada de absență din 1995.
În cea mai mare parte a anului 1995, Undertaker a avut dispute cu membrii alianței lui Ted DiBiase numită Million Dollar Corporation, printre care se numărau IRS și King Kong Bundy. La WrestleMania XI, în timp ce Undertaker se confruntă cu Bundy făcându-i acestuia un Last Ride, Kama Mustafa a furat "sursa" puterii lui Undertaker - urna purtată de Paul Bearer - și a profanat-o transformând-o într-un lanț de aur. Cei doi s-au înfruntat într-un casket match incredibil la SummerSlam, "mortul viu" ieșind câștigător. Peste câteva săptămâni, Undertaker a fost atacat de Yokozuna și King Mabel și s-a accidentat la ochi, fiind necesară o intervenție chirurgicală.
Calaway întorcându-se purtând o mască gri, și-a învins toți competitorii.
Undertaker a renunțat la mască într-un meci pentru centura de campion WWF împotriva lui Bret Hart, meci terminat prin descalificare din cauza intervenției lui Diesel. O lună mai târziu, într-un steel cage match dintre Diesel și Bret Hart, Undertaker a apărut pe neașteptate și l-a tras pe Diesel sub ring, permițându-i astfel lui Hart să câștige meciul. Evenimentele au condus la un meci între cei doi giganți ai ringului la WrestleMania XII, Diesel fiind înfrânt.
Un altă confruntare notabilă în care a fost implicat Undertaker a început chiar în seara următoare, când Mankind și-a făcut debutul, intervenind în meciul cu Justin Hawk Bradshaw. În următoarele luni, Mankind l-a vânat constant pe Undertaker, intervenind permanent în meciurile acestuia. Cei doi s-au înfruntat pentru prima dată la King of the Ring 1996, și apoi la SummerSlam 1996, în primul meci de tipul Boiler Room Brawl din istoria WWF. Undertaker a câștigat meciul, fiind trădat de managerul său Paul Bearer.
Disputa s-a încheiat cu confruntările de la pay-per-view-ul WWF In Your House: Buried Alive (unde cei doi au disputat primul meci de tipul Buried Alive din istorie) și In Your House: It's Time, ambele meciuri fiind câștigate de Undertaker.

### Anii 1997-1999
În 1997, Undertaker a realizat un nou record având 6-0 la Wrestelmania 13, învingându-l pe Sycho Sid pentru titlul WWE.
Cu o noapte înainte, wrestlerul a câștigat cinci premii la Slammy Awards pentru cel mai bun tatuaj, cea mai bună melodie de intrare, cel mai mare impact asupra publicului, cel mai bun gimmick și wrestlerul anului 1997.

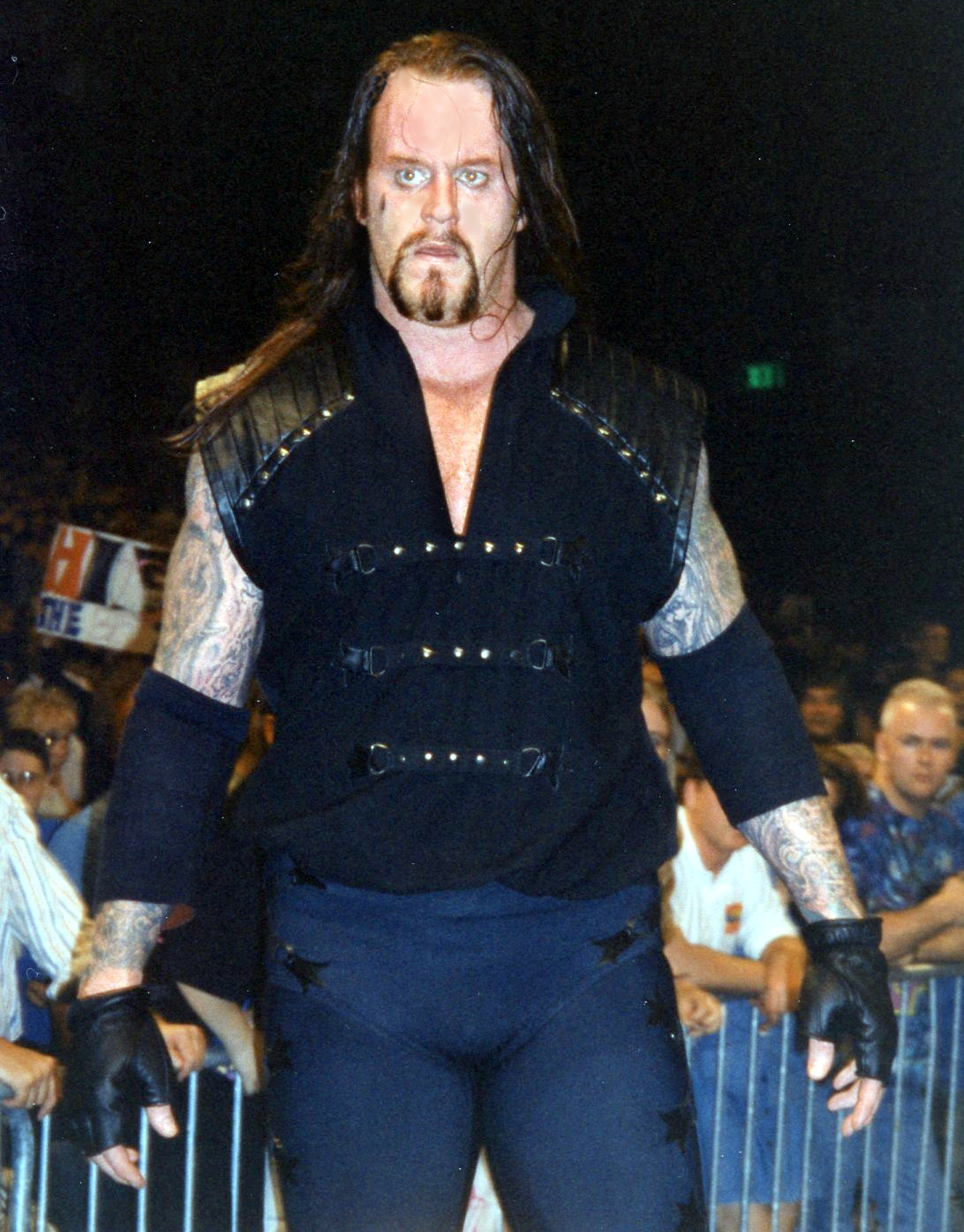
Undertaker în cadrul unui meci cu Bret Hart în Birmingham, Anglia (1997).
Acesta și-a schimbat înfățișarea de mai multe ori pe parcursul carierei.

După WrestleMania 13, Paul Bearer a dezvăluit că Undertaker a dat foc casei părintești, toți membrii familiei fiind morți cu excepția fratelui său, care acum, după ani de așteptare caută să se răzbune. Undertaker a răspuns acuzațiilor spunând că fratele său Kane este cel care a incendiat casa, că acesta este un piroman și că nu ar fi avut cum să supraviețuiască tragediei.
În acest timp, wrestleri ca Vader, Faarooq sau Stone Cold Steve Austin au urmărit titlul de campion WWF. La SummerSlam 1997 Shawn Michaels a fost ales ca arbitru special în meciul în care Bret Hart încerca să cucerească titlul mondial. Michaels a încercat să îl lovească cu un scaun pe Hart dar l-a atins din greșeală pe Undertaker, începând un feud între cei doi.. Incidentul a dus la două confruntări Michaels - Undertaker, la In Your House: Ground Zero și In Your House: Badd Blood, în primul meci de tipul Hell in a Cell din istorie. În săptămânile următoare, "mortul viu" a fost provocat permanent de către Paul Bearer și Kane. Întâlnirea finală dintre Michaels și Undertaker a avut loc la Royal Rumble 1998 într-un Casket Match. Și de această dată Kane și-a făcut apariția, și-a închis în sicriu fratele, după care i-a dat foc. După deschiderea coșciugului toată audiența a constatat stupefiată ca sicriul este gol.
După o pauză de două luni, Undertaker s-a întors și l-a înfruntat pe Kane într-un meci la Wrestlemania XIV, învingându-l prin trei manevre Tombstone Piledriver. Revanșa a avut loc o lună mai târziu în cadrul galei In Your House: Unforgiven, unde cei doi au disputat primul Inferno Match din istorie. Într-un ring înconjurat de flăcări, Undertaker a câștigat întâlnirea reușind să dea foc brațului lui Kane. Mankind, vechiul rival, și-a făcut simțită prezența din nou într-un meci disputat între cei doi frați în RAW, ajutându-l pe Kane.
Mankind, aruncat de la înălțimea de 5 metri pe masa comentatorilor spanioli.
Într-unul din cele mai memorabile meciuri din istoria wrestlingului, Undertaker l-a întâlnit pe Mankind într-un meci de tipul Hell in a Cell la King of the Ring 1998. Undertaker l-a aruncat pe Mankind de pe cușca de metal ce înconjura ringul de la o înălțime de aproximativ 6 metri direct pe masa comentatorilor spanioli. Deși avea umărul dislocat în urma primei căzături, Mankind a fost supus unui chokeslam și aruncat în ring, unde avea să piardă meciul. Undertaker a reușit să ducă la bun sfârșit lupta, deși și-a rupt piciorul chiar înaintea meciului.
În iulie 1998,Undertaker și Stone Cold Steve Austin i-au învins pe Kane și Mankind și au câștigat titlul pe echipe WWF Tag Team Championship. Cei doi nu au reușit să formeze o echipă foarte reușită și și-au pierdut titlul după doar două săptămâni de la câștigarea acestuia, Austin tratându-l pe Taker tot în fața lui Mankind și Kane. În vara lui 1998, Undertaker câștigă șansa de a se lupta pentru centura mondială deținută de Steve Austin. Înfruntarea de la SummerSlam este una antologică și se sfârșește cu victoria lui Calaway.
La In Your House: Breakdown, Undertaker dispută un Triple Treath Match pentru titlul WWF alături de Kane și Austin. Cei doi frați îl înving pe Austin printr-un pinfall simultan așa încât titlul devine vacant. Centura de campion este pusă din nou în joc la In Your House: Judgement Day, cu un meci între Undertaker și Kane cu Steve Austin arbitru special. În finalul meciului Austin refuză să numere pinfall-ul lui Undertaker și îi atacă pe ambii frați.
După mai bine de șase ani, Undertaker devine heel și se împacă cu Paul Bearer, recunoscând ca el a fost cel care a dat foc casei părintești. Participă la Survivor Series 1998 în evenimentul "The Deadly Games" unde îl învinge din nou pe Kane, dar pierde în fața lui The Rock prin descalificare, datorită intervenției fratelui.

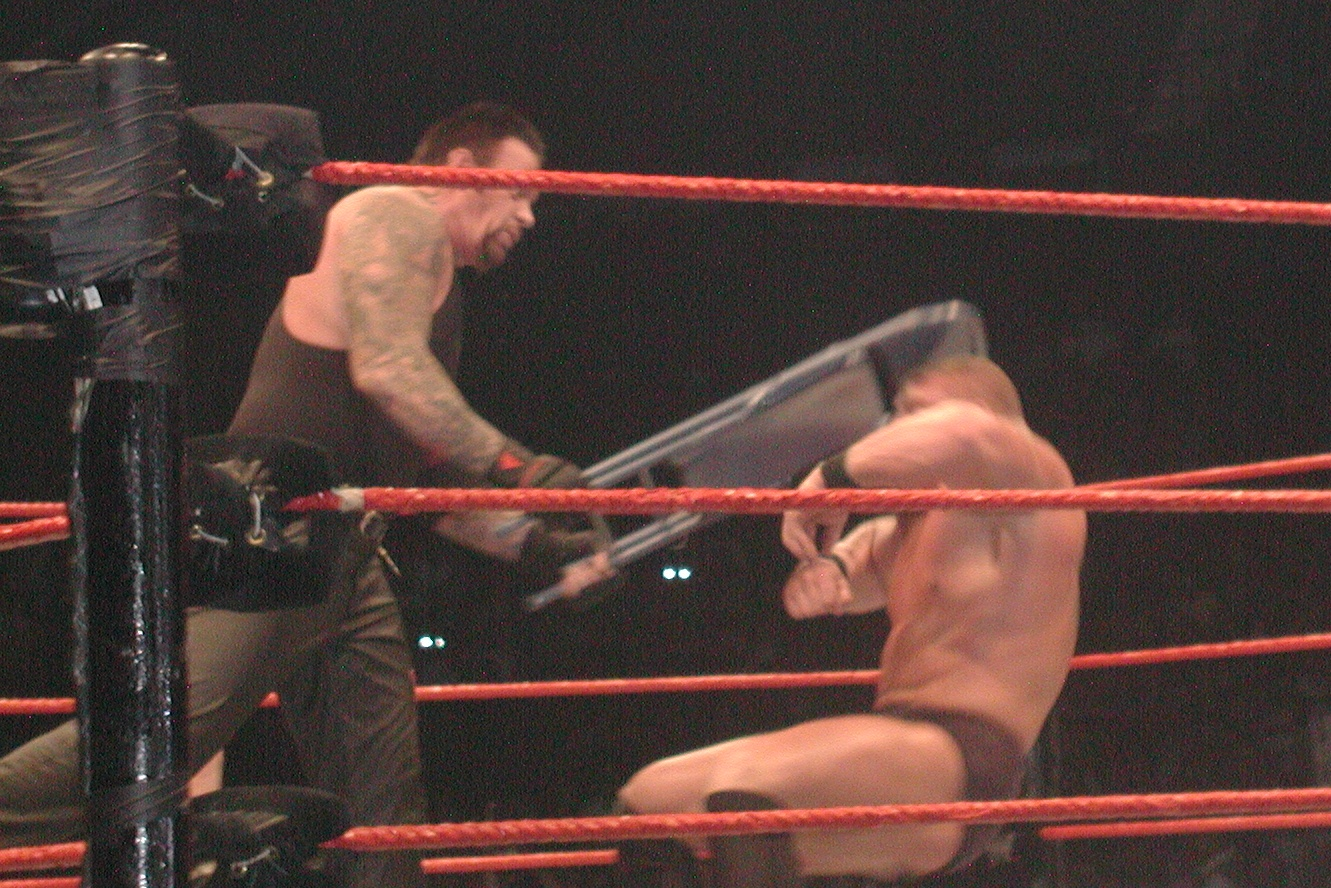
Undertaker în timpul unui meci împotriva lui Brock Lesner (2002)

După Survivor Series, Undertaker și-a întors atenția spre Austin, care prin ceea ce a făcut la Judgement Day l-a costat titlul mondial. Vince McMahon programează disputarea unui Buried Alive Match între cei doi la In Your House: Rock Bottom. În săptămânile dinaintea confruntării, Undertaker manifestă trăsături sadice și demonice, încercând chiar să-l îmbălsămeze de viu pe Austin. Meciul de la Rock Bottom a fost câștigat de Undertaker. Pe 6 decembrie 1998 Undertaker este implicat la Londra într-un meci de patru persoane, împreună cu Stone Cold Steve Austin, Kane și Mankind.
În ianuarie 1999 Undertaker, acum un Monster Heel, fondează un stable de heels numit Ministry of Darkness, susținând că primește ordine de la o "putere superioară". Alianța din care mai făceau parte Kane,Rikishi,Viscera, Paul Bearer, Dennis Knight, Faarooq, Bradshaw, Gangrel, Edge și Christian, fuzionează cu stable-ul de heels al lui Shane McMahon și formează gruparea Corporate Ministry. În această perioadă Undertaker cucerește titlul de campion WWF, învingându-l pe Austin la Over the Edge 1999 și titlul mondial. După ce Undertaker câștigă un First Blood Match disputat la Fully Loaded 1999 împotriva lui Austin și îl atacă pe Vince McMahon relația "mortului viu" cu familia McMahon se sfârșește, iar Corporate Ministry se destramă.
Noul aliat al lui Undertaker a fost Big Show, împreună cu care a început un feud împotriva lui Kane și X-Pac. La SummerSlam 1999 cei doi câștigă titlul de campioni pe echipe.
Noua identitate a lui Undertaker - "American Bad Ass" - s-a bucurat de succes în rândul publicului Gimmick-ul lui Mark Calaway este dramatic modificat la întoarcerea în ring ce are loc la Judgement Day 1999.
Noua identitate a lui Undertaker - "American Bad Ass" - s-a bucurat de succes în rândul publicului.
În conformitate cu abordarea mai realistă, noua identitate a lui Calaway a devenit cea a unui biker intimidant. Odată cu schimbarea gimmick-ului a venit și introducerea unei noi manevre de final un Elevated Powerbomb, manevră redenumită Last Ride aceasta fiind pe lângă Tombstone Piledriver-ul care a devenit de-a lungul anilor sinonim cu personalitatea lui Undertaker . Schimbarea de imagine a fost însoțită și de apelativul "American Bad Ass". Spre deosebire de alte schimbări de gimmick-uri care nu au o explicație solidă, publicul a primit foarte bine schimbarea de imagine, cu atât mai mult cu cât aceasta reflecta personalitatea reală a lui Mark Calaway.

### Anii 2000-2007
La Judgement Day 2000, Undertaker a plecat la toți membrii facțiunii McMahon-Helmsley, devenind face și a continuat să-l urmărească pe liderul grupării, campionul WWF Triple H. La King of the Ring 2000, Undertaker a făcut echipă cu The Rock și Kane, învingând echipa formată din Triple H, Shane McMahon și Mr. McMahon. Mai apoi a făcut echipă cu Kane și a câștigat titlul pe echipe învingându-i pe Edge și Christian. În ediția din 14 august a Monday Night RAW Kane îl atacă din nou pe Undertaker, fapt ce duce la o nouă confruntare între cei doi la SummerSlam 2000, înfruntare câștigată prin no-contest de către Undertaker, care a reușit să-i scoată masca lui Kane.

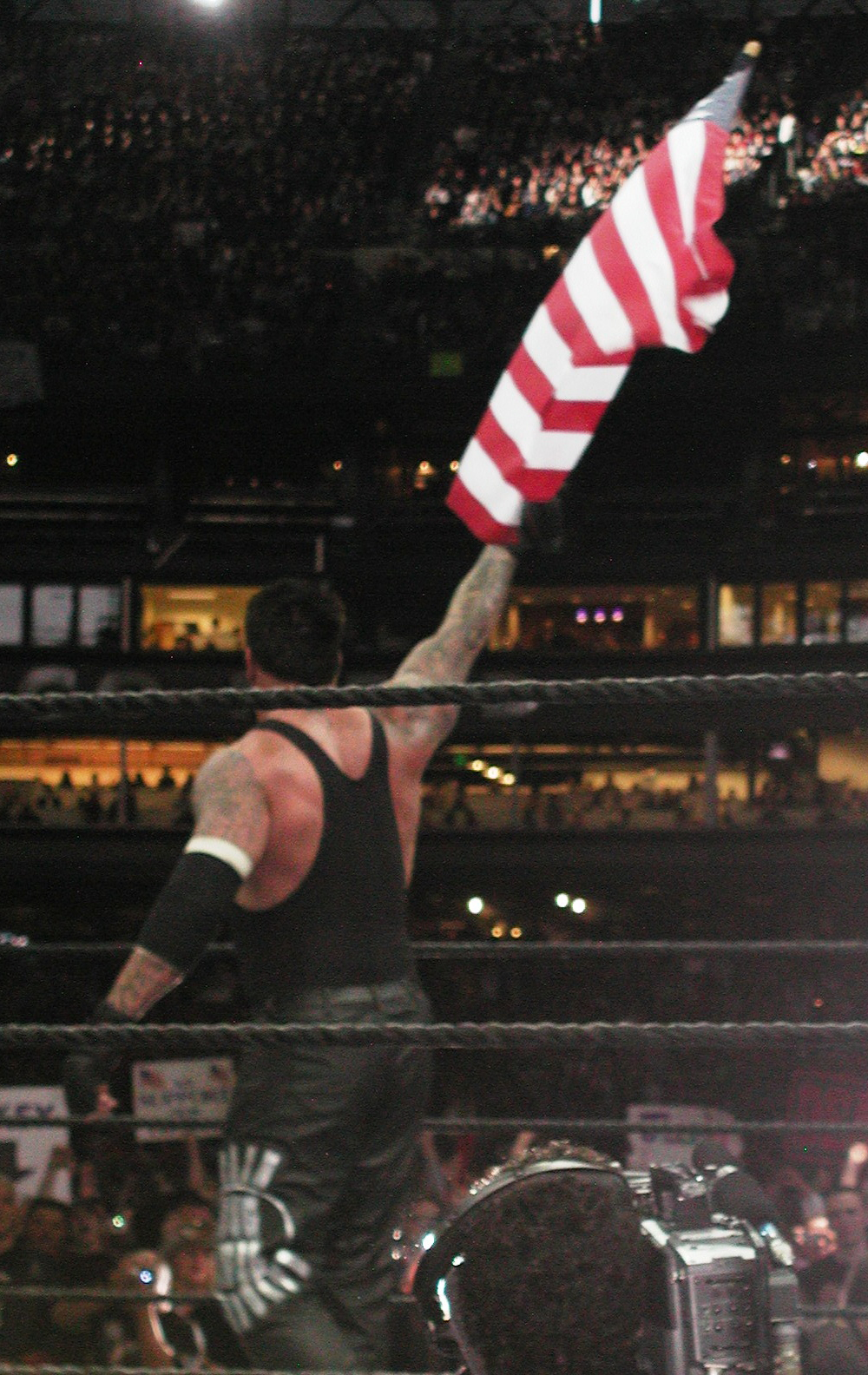
Undertaker fluturând drapelul Statelor Unite ale Americii în cadrul Wrestlemania XIX unde a luptat împotriva lui Big Show și A-Train într-un handicap match (2003)

"Fenomenul" îl provoacă pe campionul WWF Kurt Angle într-un meci disputat la Survivor Series 2000, dar Angle pierde prin descalificare întâlnirea cu ajutorul intervenției fratelui său, Eric Angle. Mai apoi a cerut să-i fie acordat un loc în meciul Hell in a Cell pentru centura de campion WWF la Armageddon 2000.A ieșit victorios, Calaway fiind protagonistul unuia dintre cele mai spectaculoase momente ale meciului, aruncându-l de pe acoperișul cuștii metalice pe Rikishi.
În 2001, Undertaker și Kane s-au reunit și au format echipa intitulată Brothers of Destruction (Frații Distrugerii). Au primit o șansă la titlul mondial pe echipe la No Way Out 2001, împotriva lui Edge și Christian și a echipei campioane Dudley Boys într-un Tables Match.Cei doi au dominat aproape întreg meciul și pe lângă faptul că au reușit să câștige titlul mondial i-au și băgat în spital pe toți concurenții.
Cei doi frați au reușit să-și adjudece titlul WWF pe echipe, învingându-i pe Edge și Christian și au câștigat dreptul de a-i înfrunta pe Triple H și Austin. La Backlash 2001, Triple H l-a lovit cu un baros pe Kane,acesta ridicându-se fără ca nici măcar să tresară și împreună cu Undertaker i-au distrus pe Triple H și Austin apărându-și titlul Undisputed.
O dată cu storyline-ul Invasion, Undertaker a făcut echipă cu Austin, Angle, Chris Jericho și Kane împotriva "invadatorilor" din ECW și WCW DDP, Booker T, The Dudleys și Rhyno dar echipa WWF a pierdut datorită trădării lui Steve Austin. Alături de soția Sara și împreună cu Kane, Undertaker a câștigat titlul WCW la echipe, învingându-i pe Sean O'Haire și Chuck Palumbo iar la SummerSlam 2001 în cadrul unui Steel Cage Match au câștigat și titlul WWF pe echipe, împotriva lui Diamond Dallas Page și Chris Kanyon. Brothers of Destruction a fost prima echipă care a deținut atât titlul WCW cât și titlul WWF Tag Team.Astfel Undertaker și Kane sunt singurii wrestleri din istorie care au fost în 2 federații de odată și nu oricare ci cele mai mari și cunoscute vreodată WWF/E și WCW.
La Survivor Series 2001, Undertaker a luptat alături de Kane, The Rock, Chris Jericho și Big Show împotriva membrilor Alianței - Steve Austin, Booker T, Rob Van Dam, Shane McMahon și Kurt Angle.În cel mai mare meci din istoria Survivor Series apărarea WWE-ului învingea alianța WCW.Mai târziu personajul lui Calaway a devenit din nou heel, forțându-l pe comentatorul Jim Ross să-i pupe fundul lui Vince McMahon. A fost începutul unei noi etape a evoluției lui Undertaker. A renunțat la faimosul păr lung și s-a autointitulat Big Evil. În cadrul Vengeance 2001, Undertaker a câștigat centura WWF Hardcore Championship, învingându-l pe Rob Van Dam și deținând centura 3 ani.În perioada 2000-2002 Undertaker deținea titlul Undisputed pe care nu l-a pierdut nici o dată chiar el finanțându-l și este singurul wrestler care a deținut vreodată acest prestigios titlul.Tot în perioada 2000-2004 Taker deținea în același timp titlul UNDISPUTED,titlul Hardcore,titlul WCW și titlul WWE Undisputed Tag Team împreună cu fratele său Kane(aceștia 2 exact ca la povestea cu Undertaker și centura Undisputed mondială acest titlu la echipe a fost creat de Frații Distrugerii după ce ei au cucerit toate centurile la echipe cunoscute vreodată unificându-le într-unul singur deținându-l un an și 8 luni fără să-l piardă și tot ei sunt singurii care l-au deținut în istorie.)În noiembrie 2003 la Survivor Series Undertaker pierdea pentru prima dată și ultima dată un Buried Alive Match în fața proprietarului WWE Vince Macmahon datorită intervenției lui Kane.
"Mortul viu" revine în ring pentru a scrie din nou istorie.Din cauza accidentării, Mark absentează până la Wrestelmania XX când se reîntoarce într-un super meci împotriva puternicului frate Kane. Odată cu WrestleMania XX, Calaway a revenit alături de Paul Bearer folosindu-se de vechiul gimmick, care era de această dată un hibrid între imaginea clasică a "mortului viu" și American Bad Ass. Trei luni mai târziu, Bearer a fost răpit de Dudley Boys la ordinele lui Paul Heyman care conform kayfabe-ului deținea acum "controlul" lui Undertaker. La Great American Bash 2004 Undertaker l-a îngropat pe Bearer în ciment. Fanii au aflat că Bearer a fost rănit serios aproape mortal.

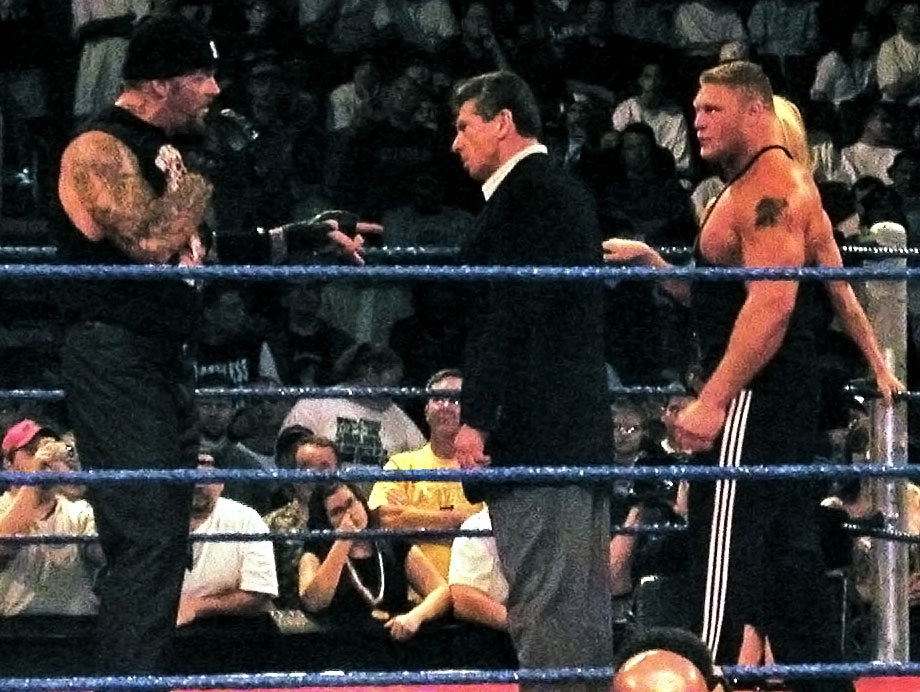
Undertaker alături de Vince McMahon, Brock Lesner și Stable (în spatele lui Brock)

După ce i-a învins pe Dudley Boys, Undertaker l-a provocat pe campionul WWE John Bradshaw Layfield la un meci pentru titlul mondial la SummerSlam 2004.Taker a câștigat meciul și după ce și-a apărat titlul la Unforgiven avea revanșa la No Mercy 2004 în primul Last Ride match din istorie distrugându-i cariera lui JBL printr-un Tombstone pe treptele de metal și un Chokeslam care l-a trecut pe JBL prin limuzină distrugându-i aproape întreaga coloană.Paul Heyman l-a asmuțit pe Heindreich să-i ceară un meci pentru titlu,acesta pierzând,meciul fiind un Casket Match la Royal Rumble 2005 în care Undertaker îi distrugea și lui Heindreich cariera.
La WrestleMania 21 recordul lui Undertaker s-a mărit cu încă o victorie, Randy Orton fiind neputincios în fața "mortului viu", chiar și cu ajutorul tatălui său, "Cowboy" Bob Orton. După WrestleMania, Calaway a făcut o pauză de două luni datorată nașterii celui de-al treilea copil al său,o fetiță pe nume Gracie.
Mark s-a întors în 30 iunie și a câștigat un meci împotriva lui Muhammad Hassan devenind principalul competitor pentru centura World Heavyweight Championship. Mark Henry a considerat că el este cel care merita o șansă la titlu așa încât l-a întâlnit pe Undertaker într-un meci disputat la SmackDown!. Undertaker a învins în acel meci cu toate că Randy Orton a intervenit descalificându-l pe Taker,iar conflictul dintre cei doi a reizbucnit.
La SummerSlam 2005 Randy Orton și-a luat revanșa după înfrângerea de la WrestleMania. Feudul dintre cei doi a luat amploare și a culminat la No Mercy 2005 cu un Handicap Casket Match care Undertaker îl câștigă dar cu toate astea la sfârșitul meciului Randy Orton și tatăl lui, Bob Orton au turnat benzină peste sicriul în care era Undertaker și i-au dat foc. După deschiderea coșciugului, corpul lui Undertaker a fost de negăsit. "Mortul Viu" a revenit spectaculos la Survivor Series 2005, ieșind dintr-un sicriu în flăcări. Feudul cu Orton s-a încheiat odată cu meciul Hell in a Cell de la Armageddon 2005 din care Undertaker a ieșit învingător. După câștigarea meciului, Calaway a luat o scurtă pauză competițională.
Undertaker începe anul 2006 cu două meciuri împotriva campionului Heavyweight Kurt Angle dar nu reușește să câștige titlul datorită intervenției lui Mark Henry. "Fenomenul" îl provoacă pe Henry la un Casket Match la cea de-a 22-a ediție a WrestleMania și recordul victoriilor sale ajunge la 14 din 14 meciuri disputate.
Următoarea confruntare îl are ca protagonist pe The Great Khali și culminează cu un Punjabi Prison Match la The Great American Bash. Datorită unor probleme de sănătate Khali nu poate să participe la eveniment și este înlocuit cu Big Show, campionul ECW.Undertaker rupe pereții cuștii cu Big Show câștigând primul meci Punjabi Prison din istoria WWE. Întâlnirea lui Khali cu Undertaker se produce într-un meci Last Man Standing în cadrul emisiunii săptămânale SmackDown! din 18 august și se sfârșește cu victoria lui Undertaker.

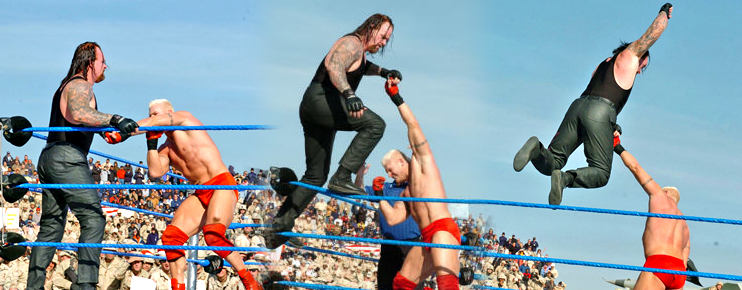
Undertaker executând mișcarea „old school” pe wrestlerul

După o scurtă pauză, "mortul viu" revine la No Mercy 2006 unde îl are ca adversar pe campionul Statelor Unite, Mr Kennedy, meciul sfârșindu-se printr-o descalificare. Dispută un meci în compania campionului Cruiserweight Gregory Helms și în ediția SmackDown! din 3 noiembrie se alătură lui Kane formând din nou Brothers of Destruction după mai bine de cinci ani, învingându-i într-un prim meci pe Mr. Kennedy și MVP. La Survivor Series, Undertaker pierde First Blood Match-ul împotriva lui Kennedy datorită intervenției lui MVP dar obține victoria la Armageddon 2006 într-un Last Ride Match. Anul 2006 se încheie cu o victorie a Fraților Distrugerii împotriva lui King Booker și Finlay.
La meciul Royal Rumble din 2007 Undertaker scrie o altă pagină din istoria wrestlingului. Aflat la a opta participare, a intrat în ring al 30-lea și a fost primul wrestler din istorie care a reușit să câștige evenimentul de pe această poziție. Victoria la meciul Royal Rumble este și prima din cariera lui, ultimul participant pe care l-a eliminat fiind la fel de celebru ca Shawn Michaels. În săptămâna care a urmat evenimentului, "Fenomenul" își face apariția în show-urile RAW, SmackDown! și ECW și anunță în cele din urmă că are intenția de a urmări titlul mondial la categoria Heavyweight deținut de Batista, într-un meci ce va avea loc la WrestleMania 23. Pentru No Way Out 2007, patronul WWE Vince McMahon hotărăște disputarea unui meci de tag între Shawn Michaels campionul WWE John Cena și Undertaker & Batista. Undertaker este atacat prin surprindere de Batista, care îi aplică un spinebuster iar echipa HBK-Cena câștigă eventul.
La WrestleMania 23, în fața a peste 80.000 de spectatori, "Fenomenul" cucerește pentru a VII-a oară centura WWE Heavyweight, învingându-l pe oponentul său Batista prin pinfall. Odată cu această victorie, recordul lui Undertaker de la Wrestlemania ajunge la 15-0.
Batista a primit șansa unei revanșe, desfășurată la Backlash 2007, într-un meci de tipul Last Man Standing. Confruntarea s-a terminat cu o remiză, ambii luptători fiind incapabili să răspundă numărătorii arbitrului, după ce Batista i-a aplicat un spear lui Undertaker de pe scena intrării în arenă. Ca urmare a rezultatului, Fenomenul și-a păstrat titlul.

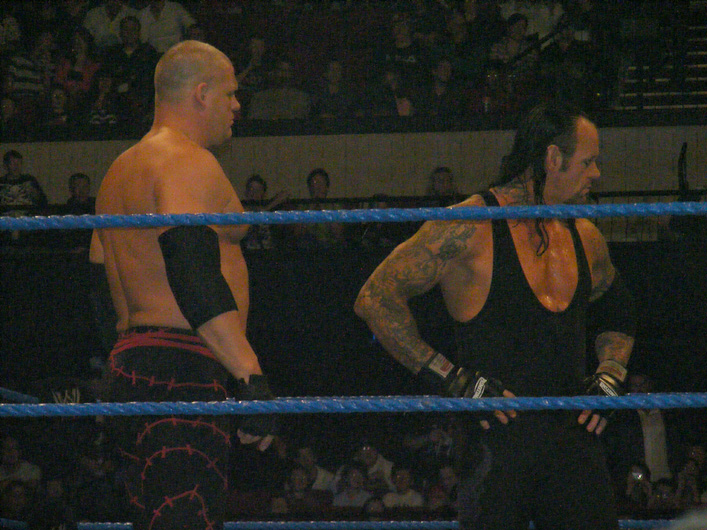
Brothers of Destruction - echipa formată din Undertaker și Kane - a dominat meciurile pe echipe timp de mulți ani (2008)

În ediția SmackDown! din 11 mai 2007, Undertaker și-a pus titlul în joc încă o dată, într-un steel cage match, desfășurat în compania aceluiași competitor, Batista. După ce ambii luptători au reușit să evadeze din cușca de metal în același timp, și acest meci a fost declarat o remiză. Campionul Heavyweight a rămas același, însă lucrurile au luat o turnură neașteptată când în arenă și-a făcut apariția Edge și a folosit șansa pentru titlu, profitând de situația dificilă în care se afla Undertaker. Învins de Edge, care a devenit noul campion Heavyweight, Undertaker a fost purtat pe brațe de către un grup de droizi, care l-au dus în culise.
Incidentul a marcat o accidentare a lui Calaway, care a suferit o desprindere a bicepsului de pe os. După operație și perioada de recuperare, Undertaker a revenit în ring în cadrul pay-per-view-ului Unforgiven 2007, când, în main-eventul serii l-a învins pe Mark Henry. Undertaker a mai câștigat și revanșa după 2 săptămâni la Smackdown! În cadrul următorului eveniment PPV, "Cyber Sunday", Undertaker a primit o nouă șansă pentru titlul WWE World Heavyweight, deținut de Batista. Fanii WWE-ului au avut ocazia de a alege arbitrul special pentru acest meci: John Bradshaw Layfield(10%), Mick Foley(11%) sau Stone Cold Steve Austin(79%). Cele mai multe voturi le-a adunat Stone Cold, iar meciul arbitrat de acesta s-a încheiat cu victoria lui Batista,Stone Cold împingându-l pe Undertaker spre Batista.
La Armageddon a fost organizat un Triple Threat Match între Undertaker, Batista și Edge. Acest meci a fost câștigat de către Edge printr-un șiretlic la care au luat parte încă două persoane, astfel Edge devenind noul campion Word Heavyweight.

### Anii 2008-2010

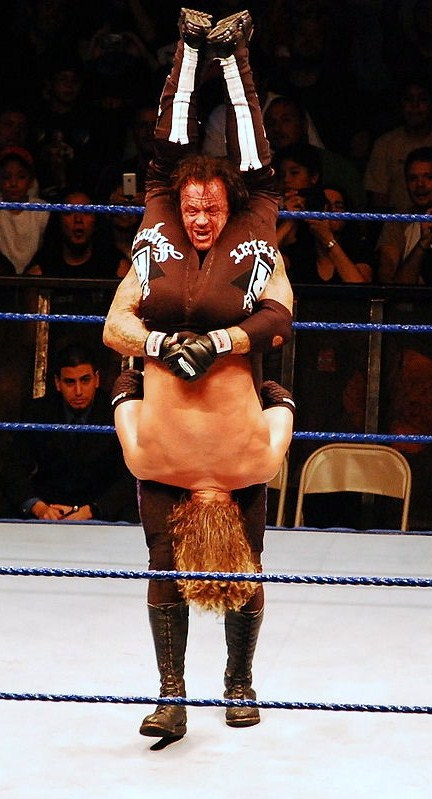
Undertaker executând mișcarea „tombstone piledriver„ pe Edge.

Undertaker pierde calificarea la Beat The Clock Matt Striker, arbitrul special nevrând să numere până la 3 ,acesta oprindu-se la 2, Undertaker nu câștigă meciul cu Mark Henry.Taker a intrat la Royal Rumble primul ,al doilea fiind Shawn Michaels ,care l-a eliminat, dar nu înainte ca Undertaker să-i elimine pe Khali,Santino Marella și Snitsky ,căruia i-a făcut și un legdrop rupând masa cu el.Meciul a fost câștigat până la urmă de Cena intrând cu nr 30 ,dar acesta refuză să folosească șansa pentru titlu la Wrestlemania ,vrând șansa mai devreme la No Way Out ,astfel că la No Way Out 2008 se organizează 2 Elimination Chamber ,Triple H câștigându-l pe cel care îi dă o șansă la titlul WWE la Wrestelmania XXIV ,iar Undertaker câștigând pe celălalt pentru centura World Heaveweight împotriva lui Edge ,tot la Wrestelmania XXIV.În următoarele săptămâni Undertaker îl vânează pe Edge chiar atacându-i pe cei 2 vasali ai săi făcându-le câte un chokeslam și apoi la fiecare un Gogoplata Choke făcându-i să sângereze și să tapeze.Apoi următoarea săptămână Vicky Guerrero organizează un 3 on 1 Handicap Match Edge reușind victoria după distragerea lui Taker de către cei 2 Edgeheads.La RAW Undertaker îl învinge din nou în revanșa de la Wrestlemania într-un Casket Match pe Mark Henry.Reușind încă un record al carierei cel de 100 de victorii din 100 de meciuri Casket disputate în istorie.La Smackdown! într-un 4 on 2 Handicap Steel cage Undertaker intervine atacându-l pe Edge dar întrerupt fiind le face un double chokeslam celor 2 Edgeheads și se duce dupa Edge care se urcase pe cușcă.Chavo îi distrage atenția și Edge reușește să iasă din cușcă omologând victoria dar nu înainte ca Undertaker să-i aplice un Tombstone Piledriver bunului "văr" al lui Edge Chavo Guerrero.Vicky anunță că săptămâna următoare va fi Chavo Guerrero 1 la 1,față în față cu fenomenul The Undertaker.Undertaker câștigă meciul prin submission după ce-i aplică o Gogoplata lui Chavo.Imediat Edge,Kurt Hawkins și Zack Ryder îl atacă pe Taker cu scaunele după care îi aplică un concerto.O săptămână mai târziu la Smackdown! Edge vrea să-i îngroape moștenirea de 15-0 al lui Undertaker.Luminile se sting Hawkins și Ryder ies în afara ringului și când toată lumea se aștepta mai puțin Taker iese din sicriu,îl ia la bataie pe Edge,îi face un chokeslam aruncându-l în sicriu apoi cei 2 Edgeheads se aleg fiecare cu câte un viguros Tombstone între timp  Edge scapă și fuge din ring.La Wrestlemania 24 a fost un meci de 5 stele. Undertaker a intrat primul având o intrare spectaculoasă ca de obicei intrând într-un costum așa cum intra în anii '90.Începe meciul desfășurându-se normal până când este lovit arbitrul, Edge îl lovește pe Undertaker cu un lob low apoi i-a camera de filmat lovindu-l în cap.Încearcă un Tombstone ,însă Undertaker îi întoarce manevra aplicându-i el un Tombstone.Dar până vine noul arbitru să valideze victoria intră cei 2 Edgeheads Taker aplicându-i un chokeslam unuia dintre ei pe celălalt.Îi aplică lui Edge o Gogoplata, Edge fiind încă adormit de la tombstone nu renunță din prima,încearcă să ajungă la corzi cu piciorul Undertaker îl întoarce înapoi,Edge iar încercând să atingă corzile în final terminându-se prin countout.

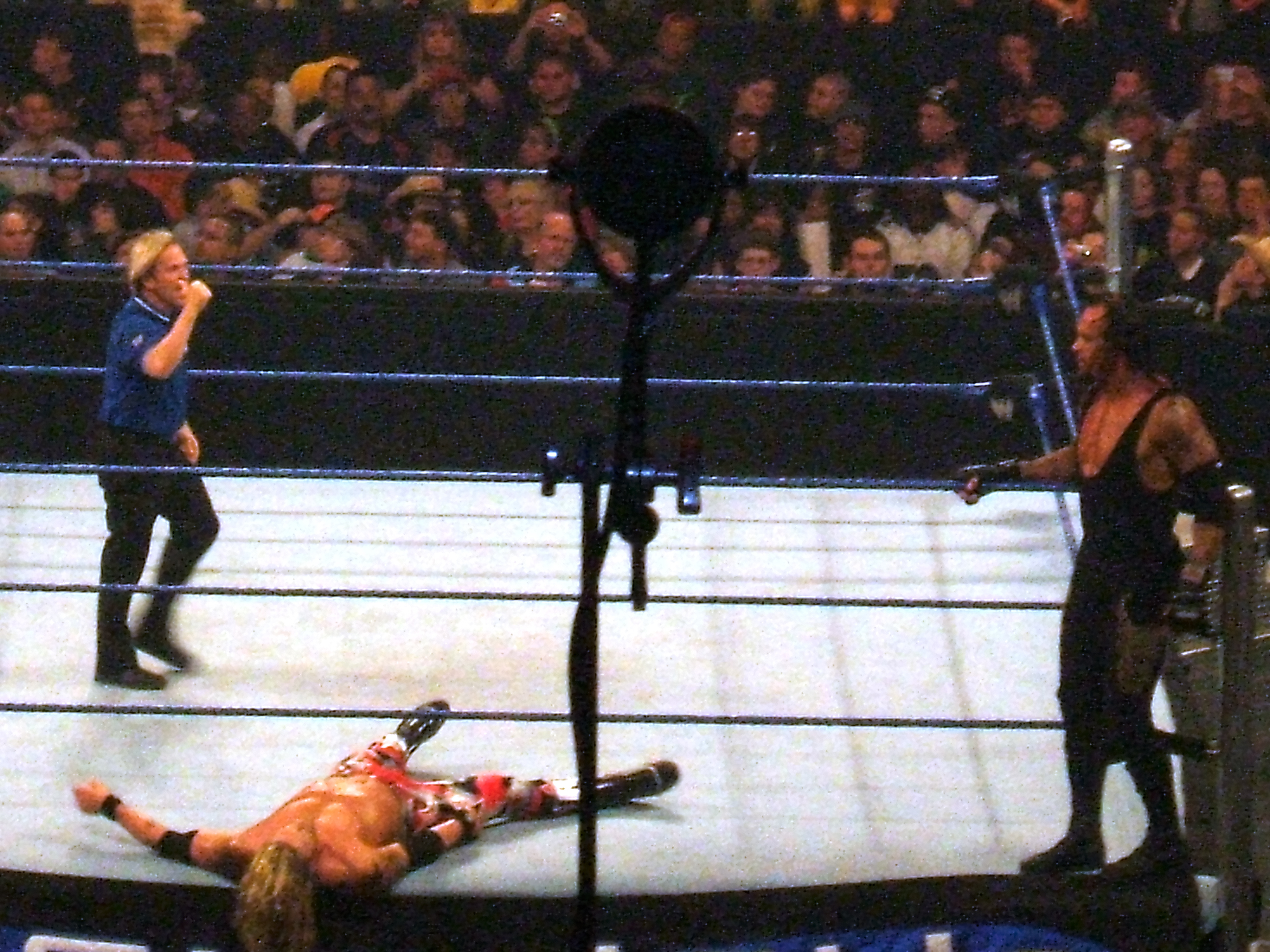
Undertaker pregătit să execute mișcarea „legdrop” pe Edge (2008)

Undertaker este noul campion World Heavyweight pentru a 2-a oară în cariera sa și își mărește legenda și recordul cu încă o lovitură de 16-0.Într-un show SmackDown în care Undertaker se pregătea să aibă un meci cu The Great Khali,Vickie Guerrero banează manevra Fenomenului numită Gogoplata,iar acesta,neținând cont de avertismentele MG-ului din SmackDown, aplică manevra pe The Great Khali,în acest fel rămânând fără centura mondială.
La Judgement Day 2008,Undertaker primește o șansă la titlul World Hevyweight al WWE-ului(rămas vacant de la incidentul cu The Great Khali)împotriva lui Edge.Undertaker câștigă meciul prin count out,însă Vickie Guerrero insistă ca titlul să rămână vacant deoarece,în opinia ei,titlul se poate obține numai prin PIN Fall sau Submission.
La One Night Stand 2008,Undertaker pierde meciul de tip TLC pentru centura mondială a diviziei grea din WWE(rămasă în continuare vacantă) în fața aceluiași Edge și datorită anunțului făcut de Vickie Guerrero în SmackDownul de pe data de 30 mai 2008,în care se preciza că dacă Undertaker pierde meciul va fi dat afară din WWE,"DeadMan" părăsește compania World Wrestling Entertaiment.
Vickie Guerrero îl restituiește pe Undertaker pentru a se răzbuna pe Edge,iar reîntoarcerea Fenomenului se face la Summer Slam într-un meci de tip Hell in a Cell împotriva lui Edge,meci care este câștigat de Undertaker.
La Unforgiven Big Show o ține pe Vikie Guerrero pentru ca Undertaker să se răzbune pe ea dar Big Show îl lovește pe Fenomen când acesta voia să-i facă un Chokeslam lui Vickie.După niște lovituri încasate din partea lui Big Show Undertaker este umilit de aceeași Vickie Guerrero după ce aceasta îi dă o palmă și apoi îl scuipă.La No Mercy Undertaker a fost învins de Big Show fiind făcut Knock Out de către acesta.Pe 26 octombrie îl învinge pe Big Show la Cyber Sunday aplicându-i o Gogoplata masivului superstar.În data de 14 noiembrie 2008,la SmackDown, este bătut pentru prima dată de carizmatica enigmă Jeff Hardy,într-un Extreme Rules Match.Undertaker revine spectaculos la Survivor Series,învingându-l incontestabil pe Big Show într-un Casket Match.La SmackDown-ul de pe 5 decembrie,The Phenom îl învinge iar pe Big Show,de această dată într-un epic Steel Cage Match,demonstrând din nou că își merită nickname-ul.
În 2009 la Breaking Point Undertaker a avut șansa să pună mâna pe titlul World Heavyweight Championship, deținut de CM Punk, într-un meci Submission, dar CM Punk a reușit să reziste în fața fenomenului și a păstrat centura.
Mai bine zis,cu ajutorul lui Theodor Long,CM Punk nu îl face pe DeadMan să cedeze,dar își păstrează centura,pe care o pierde la Hell in a Cell într-un meci Hell in a Cell după ce îl face KO pe CM Punk.La Bragging Right va avea un meci Fatal 4 Way împotriva lui Batista,Rey Mysterio și CM Punk.Poate fenomenul să rămână campion mondial?Da,Undertaker este în continuare Campionul Mondial al Greilor,după ce la Bragging Rights aplică un Tombstone pe Batista,numărându-l.
Apoi fenomenul este pus la un alt meci greu împotriva echipei campioane Jerry-Show.La Survivor Series Underaker îi învinge pe cei doi arătând încă o dată lumii de ce i se spune <<fenomenul>>.
La TLC se luptă cu animalul Batista pentru centura mondială a greilor. După ce Undertaker îi aplică dușmanului său vechi un tombstone, rămâne și acum campion.
La SMACKDOWN fenomenul Undertaker își pune centura mondială a greilor în fața lui Rey Mysterio unde acesta reușește să își păstreze titlul mondial.
- La Royal Rumble 2010 The Undertaker își păstrează titlul mondial al greilor și reușește să câștige în fața micuțului mexican Rey Mysterio.

Puțin mai târziu Edge îi dă șansa sa de la royal rumble lui Y2J într-un meci fără descalificări împotriva fenomenului Undertaker pentru centura World Heavyweight Champion în care Shawn Michels intervine și îi aplică fenomenului sweet chin music la care Jericho câștigă meciul și devine Campion.
După ce la Elimination Chamber pierde titlul în fața lui Chris Jericho,datorită intervenției lui Shawn Michaels,Undertaker vine a doua zi la Monday Night Raw și organizează cu Michaels un meci la Wrestlemania 26(revanșa de anul trecut) de data asta cu stipulația că dacă Michaels pierde cariera sa se termină.Astfel pe 28 martie 2010 după un meci incredibil de 5 stele(poate cel mai mare meci din istoria wrestlingului) The Undertaker îl învinge pe Shawn Michaels capitulând cu un ultim Tombstone Piledriver extinzându-și recordul cu încă o victorie realizând o serie perfectă de victorii nemaivăzută în wrestling de 18-0 la Wrestlemania și încheindu-i splendida,remarcabila și sublima carieră a lui Shawn Michaels.

### Accidentarea

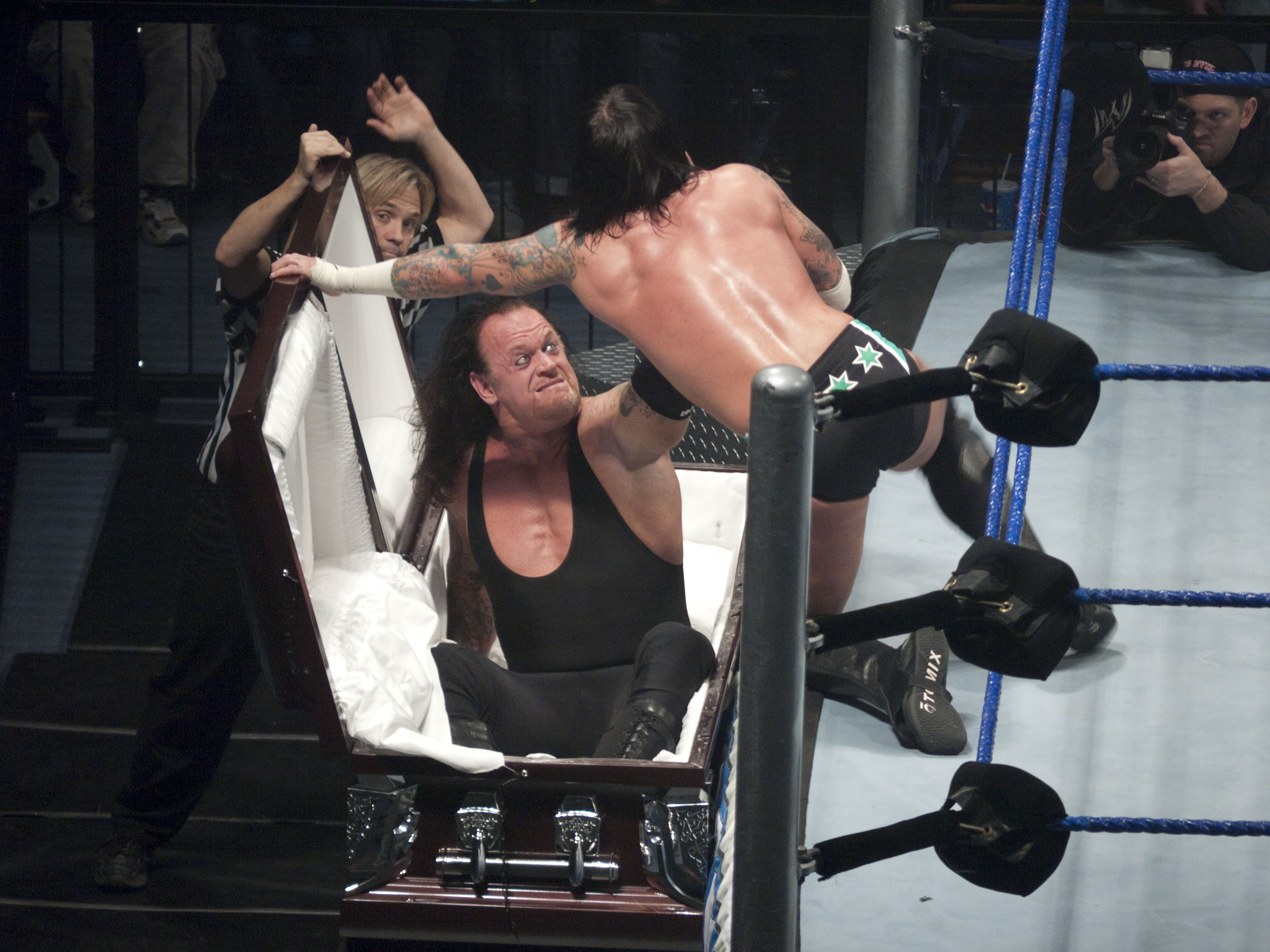
Undertaker vs. CM Punk în timpul unui casket match (2009)

În 28 mai se întoarce la Smackdown după meciul de la Wrestlemania și îl învinge pe Rey Mysterio calificându-se la Fatal 4-Way pentru Centura World Heavyweight. Săptămâna următoare la Smackdown, Kane dezvăluie că l-a găsit pe Undertaker în comă iar Kane începe să dea vina pe cei 4 oameni care se luptă la Fatal 4-Way CM Punk, Jack Swagger, Rey Mysterio și Big Show.

### Întoarcerea la Summerslam și feudul cu Kane
După trei luni de căutarea vinovatului, Undertaker se întoarce la Summerslam și el dezvăluie că Kane l-a atacat,dar Kane îi face un Tombstone Piledriver. După o săptămână Kane află că săptămâna viitoare Undertaker se întoarce. 
Undertaker revine la Smackdown după trei luni în care a fost accidentat și începe feudul cu Kane. Săptămâna următoare, la Monday Night Raw,Undertaker are un meci cu Bret ,,The Hitman,, Hart, unde Nexus îi atacă pe cei doi. După 4 zile, la Smackdown, Undertaker propune un meci cu Kane la Night of Champions pentru titlul mondial la categoria grea, într-un meci No Holds Barred. După o săptămână la Smackdown, Undertaker îl învinge pe CM Punk. La Night of Champions,Kane îl învinge pe Undertaker, unde i-a întors manevra sa de final. 
Săptămâna următoare, la Smackdow, Paul Bearer se întoarce după 6 ani și redevine managerul lui Undertaker, iar Undertaker obține o revanșă la Hell in a Cell. Săptămâna următoare, Undertaker îl învinge din nou pe CM Punk. După o săptămână,la Smackdown, Undertaker îl atacă pe Kane. La Hell in a Cell, Paul Bearer îl trădează pe Undertaker, iar Kane îi face un chokeslam și câștigă. După două săptămâni, Undertaker îl atacă pe Kane și îi acceptă meciul Buried Alive de la Bragging Rights. 
La Bragging Rights, Undertaker pierde meciul cu Kane, după ce Nexusul îl atacă,Kane îl lovește cu urna lui Paul Bearer în cap, iar Undertaker cade în groapă și astfel Kane toarnă pământ peste el și câștigă. După meci, a apărut un simbol marca Undertaker.

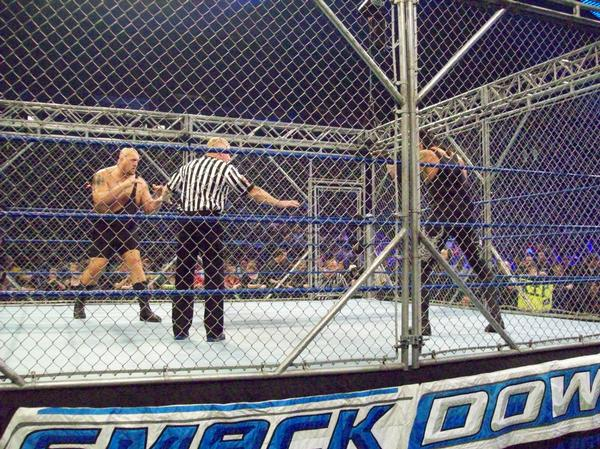
Undertaker vs. Big Show într-un meci în cușcă (2009)

### Anul 2010  accidentarea la șold  anul 2011 și WrestleMania 27
După meciul de la Bragging Rights, Undertaker a declarat că s-a accidentat la șold și că se va întoarce abia în primăvara lui 2011(la timp pentru WrestleMania 27).
Pe 21 februarie,Undertaker se întoarce la Raw,unde îl provoacă la un meci la WrestleMania pe Triple H.
La WrestleMania 27,Undertaker îl învinge pe Triple H după manevra de submission hells gate și ajunge la 19-0.Apoi se accidentează din nou.

### Anul 2012
Undertaker se întoarce la Raw unde l-a întrerupt pe Triple H pe punctul de al concedia pe John Laurinaitis,provocându-l din nou la WrestleMania 28; HHH acceptă cu condiția ca acel meci să fie de tip Hell in a Cell. HBK Shawn Michaels este arbitrul special la acel meci.La Wrestlemania 28, Undertaker apare ras în cap uimind pe toată lumea.Undertaker iese învingător din meci,mărind recordul său la 20-0.Undertaker șochează pe toată lumea când îl ajută pe Triple H să se ridice și îl duce în vestiar.Pe 23 iulie,Undertaker se întoarce și îl ajută pe Kane să îi bată pe cei 6 adversari ai săi și Brothers of Destruction(Frații Distrugerii)se întorc.

### Întoarcerea în 2013,feudul cu CM Punk și Wrestlemania 29
Undertaker revine după aproape 1 an,și îi face un tribut lui Paul Bearer,recent decedat.Însă,este întrerupt de Cm Punk care îi fură urna.
Undertaker și Kane sunt implicați într-un feud cu acesta și Paul Heyman.La Wrestlemania 29,are un meci cu CM Punk,unde după un Tombstone
venit din iad,reușește să câștige și să mai adauge o victorie seriei sale,în total fiind 21-0.După acest meci infernal unde îl accidentează
luni bune pe Punk,este atacat de Shield,dar salvat de Team Hell No.Începe un feud cu Scutul,și participă într-un meci pe echipe format
din 3 inși.Undertaker și Team Hell No contra The Shield,unde el și Hell No pierd.La final,toți 3 sunt atacați,însă Undertaker este bătut cel
mai urât.După minute înșiri de pumni,picioare și manevre,primește un Triple Power Bomb prin masa comentatorilor,și este accidentat grav.
Nici până acum,la Survivor Series 2013,The Undertaker nu a revenit.

### Anul 2014

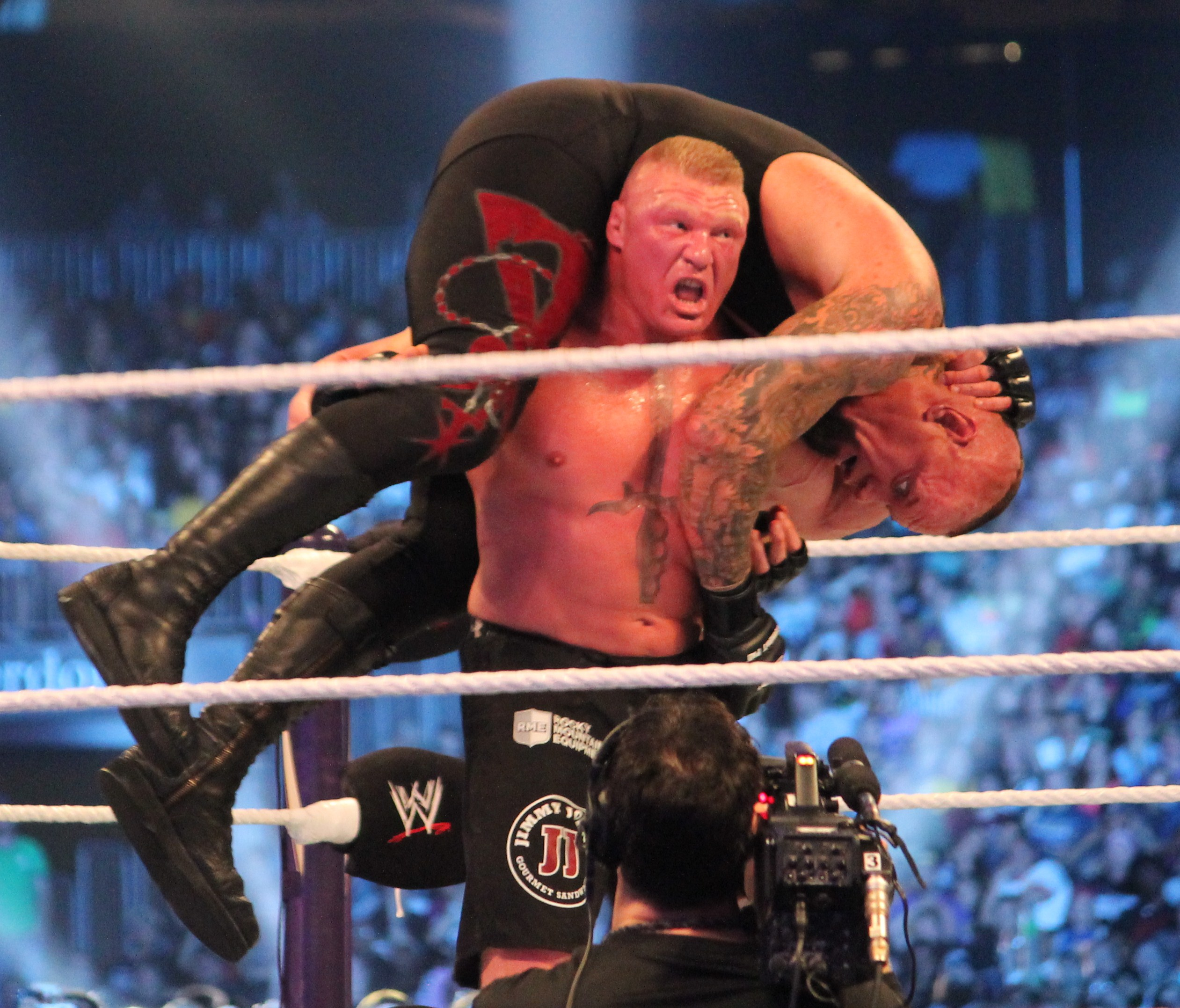
Brock Lesner pregătit să execute mișcarea F5 pe Undertaker în cadrul Wrestlemania XXX. Acesta va pierde pentru prima dată în cariera un meci organizat în cadrul acestui eveniment, punând capăt unui.

Undertaker revine la primul RAW de după Elimination Chamber și îi acceptă provocarea lui Brock Lesnar pt. un meci la WM 30 .
La WretleMania  pierde meciul după ce Brock Lesnar i-a livrat de 3 ori manevra sa de final ( F-5 ) . Brock a rezistat unui Tombstone și unui Last Ride  . Când arbitrul a ajuns cu numărătoarea la 3 , absolut toată arena a rămas cu gura căscată , inclusiv cei ce trebuiau să pună melodiile wrestlerilor , căci melodia lui Lesnar a început după vreo 3 minute . Toată lumea îl aplaudă și Undertaker se ridică foarte greu , fiind dus de urgență la spital.

### Anul 2015
Când toată lumea credea ca Brock Lesnar i-a încheiat cariera lui Undertaker , acesta revine la Wrestlemania 31 luptându-se împotriva lui Bray Wyatt , cel care a vrut neapărat un meci contra legendei . Undertaker intră în arenă , având un look nou , cu părul lung și în timpul meciului se vede că Undertaker nu mai este ce a fost , dar rezistă unui Sister Abigail,manevra de final a lui Bray Wyatt , iar Undertaker reușește cu 2 tombstone-uri să câștige și așa că scorul devine 22-1.
Undertaker și-a făcut revenirea după Wrestlemania la Battleground intervenind în meciul care Lesnar îl avea cu Rollins. In noaptea urmatoare la Raw, Taker a explicat că a fost o răzbunare, nu pentru ca Lesnar a terminat cu seria sa de victorii la Wrestlemania, cii pentru ca Heyman a râs de el. Mai tîrziu în acea seara, Undertaker și Lesnar sau luat la bataie prin toata arena, apoi sa anunțat ca va avea loc un meci între cei doi la Summerslam. Undertaker la învins pe Lesnar după un Hell's gate. La Night of Champions sa anuntat ca va avea loc un meci iadul in cusca cu Lesnar. La Hell in a Cell, Lesnar l-a invins pe Undertaker dupa o lovitura joasa urmata de un F5. Dupa meci, Familia Wyatt si-a făcut aparitia si lau luat pe Undertaker din ring. In episodul de Raw de pe 9 noiembrie, Brothers of Destruction si-au facut aparitia si au atacat Familia Wyatt creând o luptă la Survivor Series. La Survivor Series Brothers of Destruction ia-u invins pe Wyatt si Harper dupa ce Undertaker i-a aplicat lui Harper un Tombstone Piledriver.

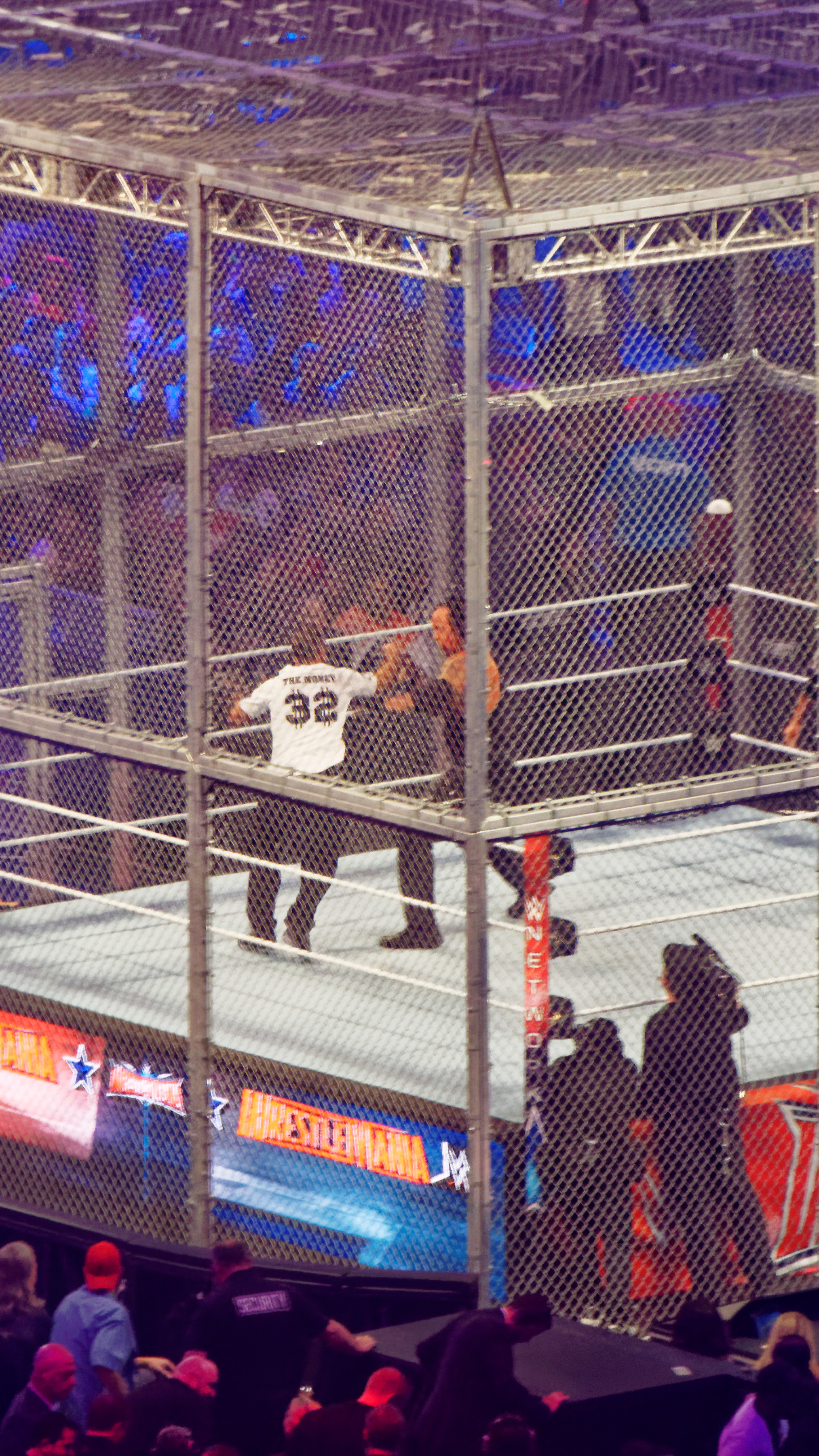
Undertaker vs. Shane McMahon în cadrul Wrestlemania 32

### Anul 2016
Pe 22 februarie 2016, la Raw, Vince McMahon a anunțat ca Undertaker îl va întalni pe Shane McMahon într-un meci iadul in cusca, unde daca Shane invingea se va face cu controlul total al Raw și Undertaker nu va mai putea lupta la Wrestlemania. La Wrestlemania, Undertaker la învins pe Shane, mărind recordul la 23-1.
#ThankyouTaker

### Anul 2017
A participat la Royal Rumble 2017 , unde a fost eliminat de Roman Reigns . Cei doi au pornit un feud , avand meci pe 2 aprilie 2017 la Wrestlemania 33, unde a pierdut pentru a-2a oara in cariera sa la wrestlemania. Toti fanii au crezut ca s-a retras . 

### Anul 2018
După ce John Cena l-a provocat la fiecare episod de Raw pentru un meci la Wrestlemania si el nu a raspuns , si-a facut aparitia surprinzator la WrestleMania 34, șocând fanii si inclusiv pe Cena. L-a învins pe Cena în doar 2 minute și 45 de secunde uimind pe toata lumea. La Greatest Royal Rumble, a avut un meci cu Rusev de tip casket, pe care l-a câștigat. La Super Show-Down a fost invins de catre Triple H intr-un meci fără descalificări. La Crown Jewel, a pierdut meciul impotriva lui Triple H si Shawn Michaels împreună cu fratele său Kane.

### 2019
În 2019, la Raw-ul de după WrestleMania 35 (primul WrestleMania din 19 ani fără apariția sa), Undertaker s-a întors si l-a atacat pe Elias. Undertaker și-a făcut revenirea în ring pentru a-l înfrunta pe Goldberg la Super ShowDown, eveniment celebrat în Arabia Saudită pe 7 iunie, învingându-l în evenimentul principal al nopții în ceea ce a fost primul lor meci unul împotriva celuilalt. La Extreme Rules, a făcut echipă cu Roman Reigns iar cei doi i-au învins pe Shane McMahon și pe Drew McIntyre.

### 2020
Undertaker s-a întors la Super ShowDown din Arabia Saudită pe 27 februarie 2020, ca înlocuitor surpriză într-un meci de tip "gauntlet". A intrat ultimul în meci înlocuind-ul pe Rey Mysterio și l-a învins pe A.J. Styles pentru a câștiga Trofeul Tuwaiq Mountain. Pe 2 martie 2020, în episodul de Raw, Styles l-a atacat pe Undertaker în timpul unui meci cu Aleister Black și la Elimination Chamber, Undertaker a făcut o altă apariție surpriză atacând-ul pe Styles în timpul unei revanșe cu Black într-un meci fără descalificare. În noaptea următoare la Raw, Styles l-a provocat pe Undertaker la un meci la WrestleMania 36. În următoarele săptămâni, Styles a continuat să-l provoace pe Undertaker, numindu-l în special pe numele său real, Mark Calaway, și aducându-o în discuții pe soția sa, Michelle McCool. Ca răspuns, The Undertaker a făcut o promo unde, pentru prima dată în ultimii ani, a renunțat la personajul "Deadman", apărând în jacheta de piele și bandana personajului său "American Bad Ass". La eveniment, cei doi s-au luptat într-o locație rurală retrasă, într-un eveniment cinematografic greu de povestit, meciul fiind numit "Boneyard”. În ciuda intervenților lui Gallows și Anderson, The Undertaker l-ar îngropa pe Styles într-un mormânt gol pentru a câștiga meciul și a înregistra a 25-a victorie la WrestleMania din cariera sa.

### Retragerea oficială
La 21 iunie 2020, în timpul episodului final al documentarului Undertaker: The Last Ride, The Undertaker s-a retras din industrie; într-un interviu din noiembrie a confirmat că se află "retras oficial”. Mulți luptători și alte personalități publice i-au adus un omagiu pe propriile lor pagini de socializare. Madison Square Garden, considerat cel mai important loc în lupta profesională, i-a adus de asemenea un omagiu. Undertaker, îmbrăcat cu sacoul său mortician și cu pălăria stetson, a făcut o apariție la încheierea evenimentului Survivor Series din 22 noiembrie 2020, care a comemorat treizeci de ani de la debutul său în WWE, unde a reiterat că cariera sa s-a încheiat, dând un rămas bun emoțional și un discurs încheiat în mod tipic Undertaker: „A sosit timpul meu să-l las pe Undertaker să se odihnească în pace”. Imaginea olografică a lui Paul Bearer, fostul manager a lui Taker, a fost proiectată în ring.

## Manevre în ring
Manevre de final
- Tombstone Piledriver
- Tornado Tombstone Piledriver
- Texas Piledriver
- Last Ride (Elevated powerbomb)
- Chokeslam/Double Chokeslam-făcut împreună cu un partener sau el singur
- Heart punch - în WCW
- Iron claw - înainte de 1995
- Death Valley vicegrip (Gogoplata)

Manevre caracteristice
- Takin' Care Of Business (Dragon sleeper)
- Big boot / Running big boot
- Sidewalk slam
- Running DDT
- Flying clothesline
- Guillotine leg drop onto apron
- Snake eyes urmat de running big boot
- Running leg drop
- Reverse STO
- Big man dive
- Triangle choke
- Corner clothesline
- Double chokeslam
- Runing out over the roap splash
- Gogsleam

### Manageri
- General Skandor Akbar
- Paul Bearer
- Paul E. Dangerously
- Theodore Long
- Brother Love
- "Dirty" Dutch Mantell
- Sara

### Porecle
- The American Bad Ass
- Red Devil
- Big Evil
- The Living Dead
- The Deadman
- Deadman, Inc.
- Dead Man Walking
- The Lord of Darkness
- The Personification of Evil
- The Phenom
- The Conscience of WWE
- The Prince of Darkness
- 'Taker
- The Demon of Death Valley

## Titluri în WWF/WWE
- WWF/E Championship (4 ori)
- World Heavyweight Championship (3 ori)
- WWF Hardcore Championship (1 dată)
- WWF Tag Team Championship (6 ori) cu Stone Cold, Big Show, The Rock și Kane (2)
- WCW Tag Team Championship (3 dată) cu Kane
- Royal Rumble (2007)

## Viață personală
Mark William Calaway este cel de-al cincelea copil al lui Frank Calaway (d. 22 iulie 2003) și al lui Catherine Calaway. Frații săi mai mari sunt David, Michael, Paul și Timothy.
În 1989 Mark s-a căsătorit cu Jodi Lynn, cu care are un fiu pe nume Gunner. Căsnicia a durat din februarie 1989 până în iunie 1999).
Calaway o cunoaște pe cea de-a doua soție, Sara, la o sesiune de autografe ținută în San Diego, California. S-au căsătorit pe data de 21 iulie 2000, într-o ceremonie desfășurată în St. Petersburg, Florida. Au împreună două fete, Chasey (născută în 2002) și Gracie (născută în 2005).
Drept cadou de nuntă pentru soția sa, Sara, Calaway și-a tatuat numele acesteia la baza gâtului, spunând că acesta a fost cel mai dureros tatuaj pe care și l-a făcut până acum. Tatuajul său preferat este demonul gânditor de pe mâna dreaptă. În afară de acestea, Mark are numeroase alte tatuaje printre care se numără un schelet care dansează (pe partea posterioară a gâtului), un gropar (care spune că îl reprezintă pe "Original Deadman"), precum și alte cranii, castele și tatuaje vrăjitorești pe diferite părți ale corpului. La acestea se adaugă inițialele B.S.K. din zona abdominală care provin de la "Bone Street Krew", Back Stage Crew" și/sau "Brotherhood of Solitary Knights". B.S.K. a fost un grup de wrestleri cu care Undertaker a fost foarte bun prieten, printre care se numărau Charles Wright (cunoscut sub numele de The Godfather), Rodney Anoa'i (Yokozuna) și Brian Lee (Chainz, clona lui Undertaker adusă de Ted DiBiase). Recent și-a tatuat numele fetițelor sale în dreapta și în stânga numelui soției sale.
Pe lângă wrestling, Calaway are numeroase hobby-uri și pasiuni. Colecționează motociclete Harley-Davidson și West Coast Choppers, prima motocicletă achiziționată fiind după victoria de la Survivor Series 1991, când l-a învins pe Hulk Hogan și a devenit campion mondial. Calaway deține de asemenea o motocicletă special făcută pentru el de către Jesse James, fondatorul West Coast Choppers.
Când vine vorba de preferințe muzicale, Mark ascultă cu plăcere muzica celor de la AC/DC, Kiss, Black Sabbath, Guns N'Roses, Metallica și Black Label Society. Identitatea de "American Bad Ass" a reflectat această latură a personalității sale, fiind inspirată parțial din ea. Calaway apreciază de asemenea muzica country și muzica blues. Este un mare fan al artelor marțiale, al baschetului și al boxului. 

## Moștenire

### Neînvins la Wrestlemania
Neînvins la Wrestlemania Undertaker este de neegalat la acest eveniment,care constă în 25
victorii,0 egaluri,2 înfrânger3(25-0-2),
a învins 22 adversari (3 dintre ei fiind Kane,Shawn Michaels și Triple H,a avut cu fiecare 2 lupte,A-Train și Big Show au încercat 
în același timp).Întrucât Undertaker a intrat în WWF/WWE a pierdut doar 2 WrestleMania (WrestleMania X și WrestleMania 2000),ambele
din cauza unei accidentări.